# Corrida Internacional de São Silvestre
Die Corrida Internacional de São Silvestre (deutsch: Internationaler Silvesterlauf) wird seit 1925 jedes Jahr am 31. Dezember, dem Todestag des heiligen Silvester in der brasilianischen Stadt São Paulo ausgetragen. Der Lauf ist einer der bekanntesten und traditionsreichsten Volks- und Straßenläufe der Welt und eine der bedeutendsten Laufveranstaltungen Südamerikas. War der Lauf anfangs nur für in Brasilien lebende Läufer geöffnet, konnten nach dem Zweiten Weltkrieg Läufer aus aller Welt teilnehmen. Seit 1975 treten auch Frauen an.

## Geschichte
Als Initiator der Corrida gilt Cásper Líbero, ein Journalist und Zeitschriftenverleger. Ab 1928 fungierte seine Gazeta Esportiva als Veranstalter. Anfangs durften an dem Lauf nur männliche Einwohner von São Paulo teilnehmen, allerdings unabhängig von ihrer Nationalität, denn schon der dritte Sieger des Laufs Heitor Blasi war ein in São Paulo lebender Italiener. Blasi war zwei Jahre später auch der erste Läufer, der ein zweites Mal gewinnen konnte. In den folgenden Jahren wurde der Lauf für Einwohner ganz Brasiliens geöffnet, mit Néstor Gomes in den 1930er Jahren und Joaquim Gonçalves da Silva während des Zweiten Weltkrieges gelang zwei Läufern ein Dreifachsieg. 
Ab 1945 war der Lauf für Läufer zunächst für Südamerikaner und ab 1947 auch für Läufer aus aller Welt offen. 1947 gewann mit dem Uruguayer Oscar Moreira erstmals ein nicht in Brasilien lebender Läufer, zwei Jahre später siegte als erster Europäer Viljo Heino aus Finnland. 1951 gewann mit Erich Kruzycki ein deutscher Läufer, und 1953 siegte mit Emil Zátopek der populärste Läufer seiner Zeit, der dadurch auch für die weltweite Bekanntheit des Rennens sorgte. Nachdem Ende der 1950er Jahre der Argentinier Osvaldo Suárez drei Jahre hintereinander gewonnen hatte, war in den 1960er Jahren der Belgier Gaston Roelants der erste Läufer, der die Corrida viermal gewinnen konnte. Diese Marke stellte der Kolumbianer Víctor Mora 1981 ein. Von 1986 bis 1989 siegte Rolando Vera aus Ecuador viermal hintereinander. Rekordsieger ist der Kenianer Paul Tergat, der 2000 seinen fünften Sieg erlief. Seit 1975, dem internationalen Jahr der Frau, dürfen auch offiziell Frauen teilnehmen. Die ersten beiden Wettkämpfe gewann die Deutsche Christa Vahlensieck, und von 1981 bis 1986 siegte die Portugiesin Rosa Mota sechs Jahre hintereinander, womit sie die Rekordhalterin ist. Seit 1993 findet vor den Rennen in der Erwachsenenklasse ein Lauf für Kinder statt.
Die Länge der Laufstrecke wurde im Verlauf der Geschichte mehrfach geändert und ist seit 1991 auf 15 Kilometer festgelegt. Erst seit 1991 werden die Zeiten in der offiziellen Straßenlaufbestenliste berücksichtigt, wobei die Strecke durch die Witterung mitten im brasilianischen Sommer und das Streckenprofil nicht als sonderlich schnell gilt. Ebenfalls geändert hat sich im Lauf der Zeit der Starttermin. Lange fand der Lauf in der Nacht statt, und die Läufer konnten praktisch unmittelbar nach dem Lauf mit der Neujahrsfeier beginnen. Heute beginnt der Frauenlauf um 15:00 Uhr Ortszeit, der Lauf der Männer um 17:00 Uhr. 
Bei der ersten Austragung 1925 meldeten sich 60 Läufer an, 48 Läufer starteten, und 37 wurden in der offiziellen Ergebnisliste geführt. 2004 nahmen etwa 2000 Frauen und 13.000 Männer an der Corrida teil.

## Statistik

### Streckenrekorde
- Männer: 42:59 min, Kibiwott Kandie (KEN), 2019
- Frauen: 48:35 min, Jemima Jelagat Sumgong (KEN), 2016

### Siegerliste
Quellen: Website des Veranstalters, ARRS

#### 15 km (ab 1991)
| Jahr | Männer                        | Nation    | Zeit  | Frauen                      | Nation                 | Zeit  |
| ---- | ----------------------------- | --------- | ----- | --------------------------- | ---------------------- | ----- |
| 2021 | Belay Bezabeh                 | Äthiopien | 44:54 | Sandrafelis Tuei            | Kenia                  | 50:06 |
| 2019 | Kibiwott Kandie               | Kenia     | 42:59 | Brigid Kosgei               | Kenia                  | 48:54 |
| 2018 | Belay Tilahun Bezabeh         | Äthiopien | 45:03 | Sandrafelis Chebet Tuei     | Kenia                  | 50:02 |
| 2017 | Dawit Fikadu -2-              | Bahrain   | 44:15 | Flomena Cheyech Daniel      | Kenia                  | 50:17 |
| 2016 | Leul Gebresilase              | Äthiopien | 44:53 | Jemima Jelagat Sumgong      | Kenia                  | 48:35 |
| 2015 | Stanley Biwott                | Kenia     | 44:31 | Wude Ayalew -3-             | Äthiopien              | 54:00 |
| 2014 | Dawit Fikadu                  | Äthiopien | 45:04 | Wude Ayalew -2-             | Äthiopien              | 50:43 |
| 2013 | Edwin Kipsang -2-             | Kenia     | 43:48 | Nancy Kiprono Chepkosgei    | Kenia                  | 51:58 |
| 2012 | Edwin Kipsang                 | Kenia     | 44:04 | Maurine Kipchumba           | Kenia                  | 51:41 |
| 2011 | Tariku Bekele                 | Äthiopien | 43:35 | Priscilla Cheptoo           | Kenia                  | 48:48 |
| 2010 | Marílson dos Santos -3-       | Brasilien | 44:07 | Alice Jemeli Timbilili -2-  | Kenia                  | 50:19 |
| 2009 | James Kipsang Kwambai -2-     | Kenia     | 44:40 | Paskalia Chepkorir Kipkoech | Kenia                  | 52:30 |
| 2008 | James Kipsang Kwambai         | Kenia     | 44:42 | Wude Ayalew                 | Äthiopien              | 51:37 |
| 2007 | Robert Kipkoech Cheruiyot -3- | Kenia     | 45:57 | Alice Jemeli Timbilili      | Kenia                  | 53:07 |
| 2006 | Franck de Almeida             | Brasilien | 44:07 | Lucélia Peres               | Brasilien              | 51:24 |
| 2005 | Marílson dos Santos -2-       | Brasilien | 44:21 | Olivera Jevtić -2-          | Serbien und Montenegro | 51:38 |
| 2004 | Robert Kipkoech Cheruiyot -2- | Kenia     | 44:43 | Lydia Cheromei -3-          | Kenia                  | 53:01 |
| 2003 | Marílson dos Santos           | Brasilien | 43:49 | Margaret Okayo              | Kenia                  | 51:24 |
| 2002 | Robert Kipkoech Cheruiyot     | Kenia     | 44:59 | Marizete Rezende            | Brasilien              | 54:02 |
| 2001 | Tesfaye Jifar                 | Äthiopien | 44:15 | Maria Zeferina Baldaia      | Brasilien              | 52:12 |
| 2000 | Paul Tergat -5-               | Kenia     | 43:57 | Lydia Cheromei -2-          | Kenia                  | 50:33 |
| 1999 | Paul Tergat -4-               | Kenia     | 44:35 | Lydia Cheromei              | Kenia                  | 51:29 |
| 1998 | Paul Tergat -3-               | Kenia     | 44:47 | Olivera Jevtić              | Jugoslawien            | 51:35 |
| 1997 | Emerson Iser Bem              | Brasilien | 44:40 | Martha Tenorio -2-          | Ecuador                | 52:03 |
| 1996 | Paul Tergat -2-               | Kenia     | 43:50 | Roseli Machado              | Brasilien              | 52:32 |
| 1995 | Paul Tergat                   | Kenia     | 43:12 | Carmem de Oliveira          | Brasilien              | 50:53 |
| 1994 | Ronaldo da Costa              | Brasilien | 44:11 | Derartu Tulu                | Äthiopien              | 51:17 |
| 1993 | Simon Chemoiywo -2-           | Kenia     | 43:20 | Hellen Kimaiyo Kipkoskei    | Kenia                  | 50:26 |
| 1992 | Simon Chemoiywo               | Kenia     | 44:08 | María del Carmen Díaz -3-   | Mexiko                 | 54:00 |
| 1991 | Arturo Barrios -2-            | Mexiko    | 44:04 | Maria Luisa Servin          | Mexiko                 | 54:02 |

#### 1945–1990
| Jahr | Männer                       | Nation                 | Zeit  | Frauen                    | Nation             | Zeit  | Streckenlänge (in km) |
| ---- | ---------------------------- | ---------------------- | ----- | ------------------------- | ------------------ | ----- | --------------------- |
| 1990 | Arturo Barrios               | Mexiko                 | 35:58 | María del Carmen Díaz -2- | Mexiko             | 43:16 | 12,64                 |
| 1989 | Rolando Vera -4-             | Ecuador                | 36:45 | María del Carmen Díaz     | Mexiko             | 43:52 | 12,64                 |
| 1988 | Rolando Vera -3-             | Ecuador                | 36:24 | Aurora Cunha              | Portugal           | 42:12 | 12,64                 |
| 1987 | Rolando Vera -2-             | Ecuador                | 39:02 | Martha Tenorio            | Ecuador            | 46:26 | 13,04                 |
| 1986 | Rolando Vera                 | Ecuador                | 36:45 | Rosa Mota -6-             | Portugal           | 43:25 | 12,64                 |
| 1985 | José João da Silva -2-       | Brasilien              | 36:49 | Rosa Mota -5-             | Portugal           | 43:01 | 12,6                  |
| 1984 | Carlos Lopes -2-             | Portugal               | 36:44 | Rosa Mota -4-             | Portugal           | 43:36 | 12,6                  |
| 1983 | João da Mata de Ataíde       | Brasilien              | 37:40 | Rosa Mota -3-             | Portugal           | 43:42 | 12,6                  |
| 1982 | Carlos Lopes                 | Portugal               | 39:42 | Rosa Mota -2-             | Portugal           | 47:21 | 13,548                |
| 1981 | Víctor Mora -4-              | Kolumbien              | 23:30 | Rosa Mota                 | Portugal           | 26:45 | 08,9                  |
| 1980 | José João da Silva           | Brasilien              | 23:40 | Heidi Hutterer            | BR Deutschland     | 27:48 | 08,9                  |
| 1979 | Herb Lindsay                 | Vereinigte Staaten     | 23:26 | Dana Slater -2-           | Vereinigte Staaten | 29:09 | 08,9                  |
| 1978 | Radhouane Bouster            | Frankreich             | 23:52 | Dana Slater               | Vereinigte Staaten | 29:50 | 08,9                  |
| 1977 | Domingo Tibaduiza            | Kolumbien              | 23:55 | Loa Olafsson              | Dänemark           | 27:15 | 08,9                  |
| 1976 | Edmundo Warnke               | Chile                  | 23:51 | Christa Vahlensieck -2-   | BR Deutschland     | 28:37 | 08,9                  |
| 1975 | Víctor Mora -3-              | Kolumbien              | 23:14 | Christa Vahlensieck       | BR Deutschland     | 28:40 | 08,9                  |
| 1974 | Rafael Angel Perez           | Costa Rica             | 23:58 | ---                       |                    |       | 08,9                  |
| 1973 | Víctor Mora -2-              | Kolumbien              | 23:26 | ---                       |                    |       | 08,7                  |
| 1972 | Víctor Mora                  | Kolumbien              | 23:25 | ---                       |                    |       | 08,7                  |
| 1971 | Rafael Tadeo Palomares       | Mexiko                 | 23:48 | ---                       |                    |       | 08,7                  |
| 1970 | Frank Shorter                | Vereinigte Staaten     | 24:28 | ---                       |                    |       | 08,9                  |
| 1969 | Juan Martínez                | Mexiko                 | 24:03 | ---                       |                    |       | 08,7                  |
| 1968 | Gaston Roelants -4-          | Belgien                | 24:32 | ---                       |                    |       | 08,7                  |
| 1967 | Gaston Roelants -3-          | Belgien                | 24:55 | ---                       |                    |       | 08,7                  |
| 1966 | Alvaro Mejia Flores          | Kolumbien              | 29:58 | ---                       |                    |       | 09,2                  |
| 1965 | Gaston Roelants -2-          | Belgien                | 21:21 | ---                       |                    |       | 07,4                  |
| 1964 | Gaston Roelants              | Belgien                | 21:38 | ---                       |                    |       | 07,4                  |
| 1963 | Henry Clerckx                | Belgien                | 21:56 | ---                       |                    |       | 07,4                  |
| 1962 | Hamoud Ameur                 | Frankreich             | 22:09 | ---                       |                    |       | 07,4                  |
| 1961 | Martin Hyman                 | Vereinigtes Königreich | 21:25 | ---                       |                    |       | 07,4                  |
| 1960 | Osvaldo Suárez -3-           | Argentinien            | 22:22 | ---                       |                    |       | 07,4                  |
| 1959 | Osvaldo Suárez -2-           | Argentinien            | 21:56 | ---                       |                    |       | 07,4                  |
| 1958 | Osvaldo Suárez               | Argentinien            | 21:41 | ---                       |                    |       | 07,4                  |
| 1957 | Manoel Faria -2-             | Portugal               | 21:38 | ---                       |                    |       | 07,4                  |
| 1956 | Manoel Faria                 | Portugal               | 21:50 | ---                       |                    |       | 07,4                  |
| 1955 | Ken Norris                   | Vereinigtes Königreich | 22:19 | ---                       |                    |       | 07,4                  |
| 1954 | Franjo Mihalić -2-           | Jugoslawien            | 23:00 | ---                       |                    |       | 07,3                  |
| 1953 | Emil Zatopek                 | Tschechoslowakei       | 20:31 | ---                       |                    |       | 07,3                  |
| 1952 | Franjo Mihalić               | Jugoslawien            | 21:39 | ---                       |                    |       | 07,3                  |
| 1951 | Erich Kruzycki               | BR Deutschland         | 22:27 | ---                       |                    |       | 07,3                  |
| 1950 | Lucien Theys                 | Belgien                | 22:38 | ---                       |                    |       | 07,3                  |
| 1949 | Viljo Heino                  | Finnland               | 22:45 | ---                       |                    |       | 07,3                  |
| 1948 | Raúl Inostroza               | Chile                  | 22:19 | ---                       |                    |       | 07                    |
| 1947 | Oscar Moreira                | Uruguay                | 21:45 | ---                       |                    |       | 07                    |
| 1946 | Sebastião Alves Monteiro -2- | Brasilien              | 21:57 | ---                       |                    |       | 07                    |
| 1945 | Sebastião Alves Monteiro     | Brasilien              | 21:54 | ---                       |                    |       | 07                    |

#### 1925–1944
| Jahr | Sieger                         | Nation             | Zeit  | Streckenlänge (in km) |
| ---- | ------------------------------ | ------------------ | ----- | --------------------- |
| 1944 | Joaquim Gonçalves da Silva -3- | Brasilien          | 17:41 | 5,5                   |
| 1943 | Joaquim Gonçalves da Silva -2- | Brasilien          | ???   | 5,5                   |
| 1942 | Joaquim Gonçalves da Silva     | Brasilien          | 17:03 | 5,5                   |
| 1941 | José Tibúrcio dos Santos       | Brasilien          | 22:12 | 7                     |
| 1940 | Antônio Alves                  | Brasilien          | 22:14 | 7                     |
| 1939 | Luiz Del Greco                 | Brasilien          | 24:51 | 7,5                   |
| 1938 | Armando Martins                | Brasilien          | 23:39 | 7,6                   |
| 1937 | Mario de Oliveira -2-          | Brasilien          | ???   | 7,6                   |
| 1936 | Mario de Oliveira              | Brasilien          | 23:39 | 7,6                   |
| 1935 | Nestor Gomes -3-               | Brasilien          | ???   | 7,6                   |
| 1934 | Alfredo Carletti               | Brasilien          | 24:11 | 7,6                   |
| 1933 | Nestor Gomes -2-               | Brasilien          | 23:51 | 8,8                   |
| 1932 | Nestor Gomes                   | Brasilien          | 25:24 | 8,8                   |
| 1931 | José Agnello                   | Brasilien          | 26:06 | 8,8                   |
| 1930 | Murilo de Araújo               | Brasilien          | 25:36 | 8,8                   |
| 1929 | Heitor Blasi -2-               | Königreich Italien | 28:40 | 8,8                   |
| 1928 | Salim Maluf                    | Brasilien          | 29:12 | 6,2                   |
| 1927 | Heitor Blasi                   | Königreich Italien | 23:00 | 6,2                   |
| 1926 | Jorge Mancebo                  | Brasilien          | 22:34 | 6,2                   |
| 1925 | Alfredo Gomes                  | Brasilien          | 33:21 | 8,8                   |